# راجر اسمیت (بازیگر)
راجر لاورن اسمیت (به انگلیسی: Roger LaVerne Smith) (زاده ۱۸ دسامبر ۱۹۳۲) یک بازیگر سینما و تلویزیون و فیلم‌نامه‌نویس آمریکایی است.
او همسر آن مارگرت بازیگر است.

## فیلم‌شناسی
او کار خود را با سریال کاراگاهی ۷۷ Sunset Strip شروع کرد.